# Luca Spinelli
Luca Spinelli ist ein italienisch-schweizerischer Journalist. Er ist Kolumnist für einige Zeitschriften und Gründer des Open-Source-Projekts Oscon.

## Leben
Nach der Zusammenarbeit mit VNU Business Publications und Feltrinelli, seit 2007 wurde er Kolumnist für die Tagesonlinezeitung Punto Informatico. Er schrieb auch für La Repubblica, La Stampa, Rizzoli-Corriere della Sera, Wired, Il Manifesto.
Spinelli wurde durch einige journalistische Untersuchungen bekannt, die nationale Debatten auslösten. Im Juli 2007 hat der Abgeordnete Franco Grillini eine seiner Untersuchungen über das Urheberrecht einer parlamentarischen Anfrage an den Vizepräsidenten Francesco Rutelli beigelegt, mit der das Verhalten der öffentlichen Verwaltung geklärt werden sollte.
Im Dezember 2007 führte einer seiner Zeitungsberichte über ein von der Regierung verabschiedetes Gesetz zur Sicherheitspolitik zu einer Änderung des Gesetzes durch den Ministerrat. 2008 brachte ein Bericht über den Haushaltsplan der Regierung ans Licht, dass die Absicht bestand, öffentliche Gelder an die Major-Labels zu verteilen, was wiederum zu Diskussionen und Reaktionen der Senatoren und der FIMI führte. In den Jahren 2007 und 2008 war er Autor von investigativen Untersuchungen hinsichtlich der institutionalen Website Italia.it, von Sergio Rizzo zitiert in seinem Bestseller „Rapaci“ (Rizzoli, 2009).
Im Februar 2008 verursachte Spinelli mit einer Umfrage zu einer Gesetzesinitiative von dem Abgeordneten Riccardo Franco Levi einen Skandal. Dies führte zu einer nationalen Initiative von Beppe Grillo und löste harte Kritik von Seiten anderer Journalisten und Politiker aus (Minister Antonio Di Pietro, Senator Vincenzo Vita, Abgeordneter Giuseppe Giulietti, Journalisten Pino Scaccia, Gad Lerner). Schlussendlich wurde die Gesetzesinitiative zurückgezogen. 2008 initiierte Spinelli zusammen mit dem Juristen G. Scorza eine Gesetzesinitiative namens „Dare un senso al degrado“ (Dem Verfall einen Sinn geben), die unter anderem von dem Buchautor Elio Veltri, den Senatoren Bruno Mellano und Mauro Bulgarelli sowie weiteren Journalisten, Rechtsanwälten und Politikern unterstützt wurde. 2009 wurde die journalistische Untersuchung „La Camera manda avanti il Ddl anti-blog“ für den Ischia-Preis nominiert.
Seit 2008 ist Spinelli Chefredakteur der Tagesonlinezeitung LaNotizia. Im April 2009 kündigte er den Eintrag der Schweiz in die „Graue Liste“ der Steueroasen an. 2010 war er Urheber einer politischen Umfrage zur Sterbehilfe in der Schweiz.
Spinelli gehört zu den italienischen Experten in barrierefreiem Design und hat an der Universität Genua Vorträge und Seminare gehalten.